# Guillermo II de Sicilia
Guillermo II (Palermo, 1153-Palermo, 11 de noviembre de 1189), llamado el Bueno, fue rey de Sicilia y Nápoles desde 1166 a 1189. 
Guillermo tenía solo trece años cuando murió su padre Guillermo I de Sicilia, así que estuvo bajo la regencia de su madre, Margarita de Navarra, hasta 1171. El reino de Sicilia venía de un triste periodo de luchas internas debidas a una serie de disputas entre la nobleza, el clero y el pueblo, probablemente acentuado por el carácter de Guillermo I de Sicilia, llamado también "el Malo". En cuanto llegó a la mayoría de edad, Guillermo II fue coronado Rey de Sicilia con el apoyo de Walter of the Mill (italianizado Gualtiero Offamilio), arzobispo de Palermo, del clero y de la aristocracia. De Guillermo II, respecto a su padre, los cronistas de la época acentuaban, además de la belleza, la corrección en el ejercicio de sus funciones y el respeto por las leyes y la gente, lo que le valió el apelativo de "el Bueno". Hizo que se llegara a un periodo de relativa estabilidad y que cesaran los problemas internos.
Guillermo se casó en Palermo, el 13 de febrero de 1177, con Juana Plantagenet (1165-1199), hija de Enrique II de Inglaterra y Leonor de Aquitania y hermana de Ricardo Corazón de León. De esta unión nació Boemondo, duque de Apulia, que murió muy joven.
Durante su reinado destacan, además de la estabilidad interna, una ambiciosa política externa y una vigorosa diplomacia. Teniendo a su favor al papa y en secreta alianza con las ciudades lombardas fue capaz de defederse del enemigo común, Federico Barbarroja. En 1174 y 1175 hizo tratados con Génova y Venecia y su matrimonio con Juana de Inglaterra le hizo tener buena posición en la política europea.
En julio de 1177, mandó una delegación al arzobispo Romualdo de Salerno y al conde Roger de Andria para que firmaran el Tratado de Venecia con el emperador. Para asegurar la paz, sancionó el matrimonio de su tía Constanza, hija de Roger II, con Enrique, hijo de Federico.
El reinado de Guillermo fue particularmente prolífico en cuanto al arte en Sicilia. Entre los proyectos que llevó a cabo merecen ser mencionados: la catedral del monasterio benedictino de Monreale (realizado con el consentimiento del papa Lucio III) y la Abadía de Santa María de Maniace (a petición de su madre Margarita). También la espléndida construcción del Palacio de Zisa, que había comenzado su predecesor, fue terminada bajo su reinado.
Cuando estaba a punto de morir, al no tener descendencia directa, nombró como heredera a su tía Constanza I de Sicilia y obligó a los caballeros a jurarle lealtad, aceptando por sorpresa la boda de esta con Enrique VI del Sacro Imperio Romano Germánico, hijo de Federico Barbarroja.
Guillermo está enterrado en un mausoleo en la Catedral de Monreale.